# Catlow
Catlow is een Amerikaanse speelfilm uit 1971, geregisseerd door Sam Wanamaker. De film is gebaseerd op de roman Catlow (1963) van Louis L'Amour.

## Rolverdeling
| Acteur         | Personage          |
| -------------- | ------------------ |
| Yul Brynner    | Jed Catlow         |
| Richard Crenna | Marshal Ben Cowan  |
| Leonard Nimoy  | Orville Miller     |
| Daliah Lavi    | Rosita             |
| Jo Ann Pflug   | Christina Calderon |
| Jeff Corey     | Merridew           |
| Michael Delano | Rio                |
| Julián Mateos  | Recalde            |
| David Ladd     | Caxton             |
| Bob Logan      | Oley               |
| John Clark     | Keleher            |
| Dan van Husen  | Dutch              |
| Bessie Love    | Mrs. Frost         |
| José Nieto     | Generaal Calderon  |
| Walter Coy     |                    |